# Église Saint-Pierre-et-Saint-Paul de Lozovik
Pour les articles homonymes, voir Église Saint-Pierre-et-Saint-Paul.
L'église Saint-Pierre-et-Saint-Paul de Lozovik (en serbe cyrillique : Црква Светих апостола Петра и Павла у Лозовику ; en serbe latin : Crkva Svetih apostola Petra i Pavla u Lozoviku) est une église orthodoxe serbe située à Lozovik, dans la municipalité de Velika Plana et dans le district de Podunavlje en Serbie. Elle est inscrite sur la liste des monuments culturels protégés de la république de Serbie (identifiant no SK 829).

## Présentation

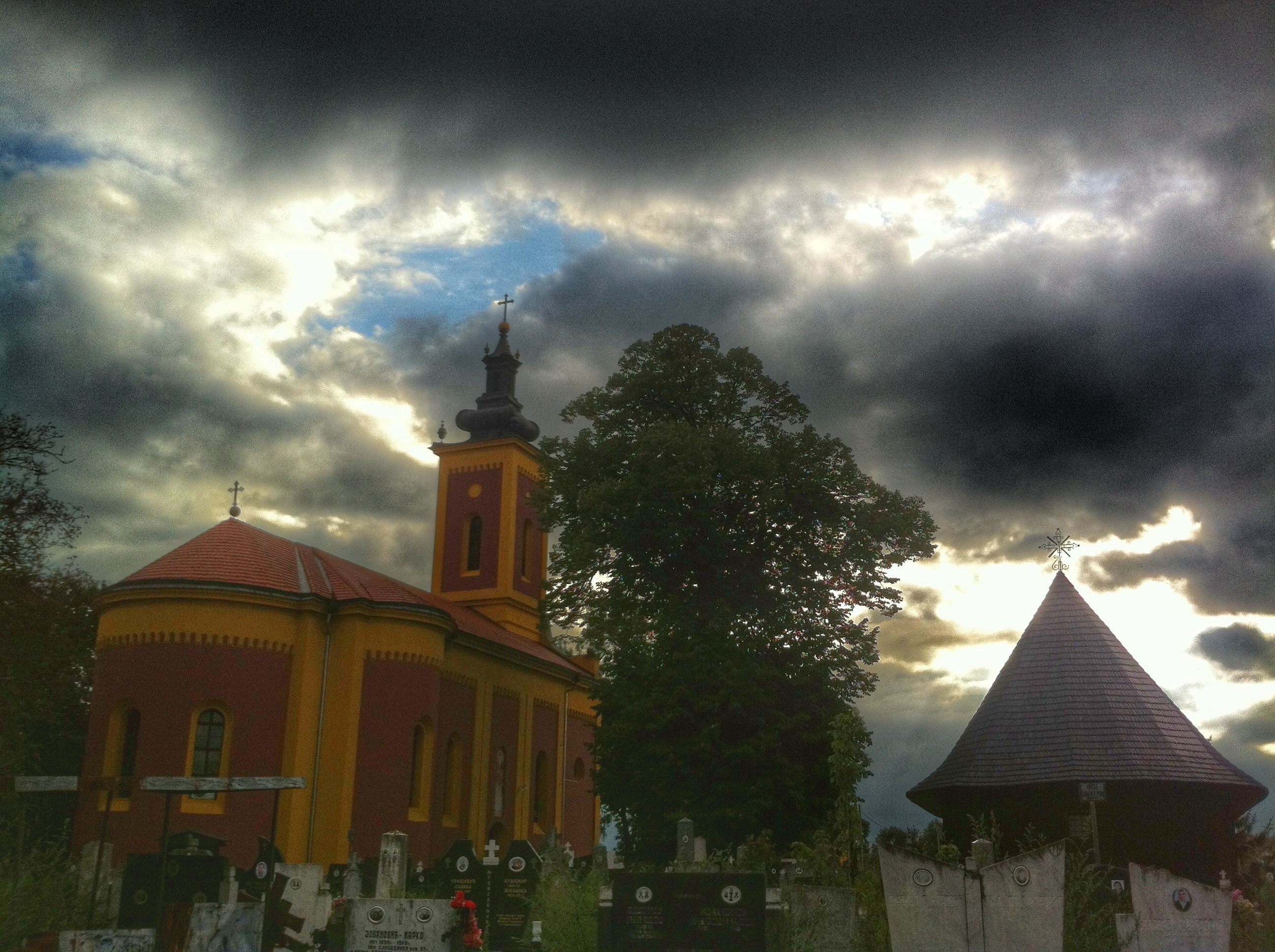
La nouvelle église Saint-Pierre-et-Saint-Paul (à gauche) et l'église en bois Saint-Pierre-et-Saint-Paul de Lozovik (à droite).

L'église a été construite entre 1890 et 1894 sur un vaste parvis, où se trouve également une vieille église en bois remontant à 1831, elle aussi classée. Une inscription sur une plaque en marbre blanc atteste de l'année de la construction : « Les municipalités de Lozovik et de Saraorci ont élevé ce temple sous le règne du roi Alexandre Ier et du métropolite Mihajlo en 1894 ».
L'édifice est le plus souvent attribué à l'architecte Dušan Živanović mais des recherches récentes, qui s'appuient sur la similitude entre l'église de Lozovik et celle de Rača, tendent à l'attribuer à l'ingénieur Emanuel Sander. Par son architecture, elle peut être rattachée au style néo-classique modulé par des éléments baroques.  
L'église est constituée d'une nef unique prolongée par une abside à l'est et dotée de deux chapelles latérales demi-circulaires dans la zone de l'autel ; cette nef est précédée par un narthex avec une galerie à l'ouest ; la façade est dominée par un clocher. La décoration modeste des façades est enrichie par la polychromie qui utilise le beige et la terracotta pour rehausser les éléments architecturaux, c'est-à-dire une frise avec des arcatures aveugles, des pilastres, des oculi aveugles et des fenêtres simples en forme de lancettes.  
À l'intérieur de l'église se trouve une iconostase de style classique qui abrite des icônes considérées comme pourvues d'une exceptionnelle valeur artistique ; y ont collaboré des peintres parmi les plus connus et les plus importants du XIXe siècle comme Đorđe Krstić, Steva Todorović, Živko Jugović, Petar Ranosavić, Đorđe Milovanović et Dimitrije Andrejević.
L'église abrite aussi des icônes mobiles, des livres et des objets liturgiques des XVIIIe et XIXe siècles.

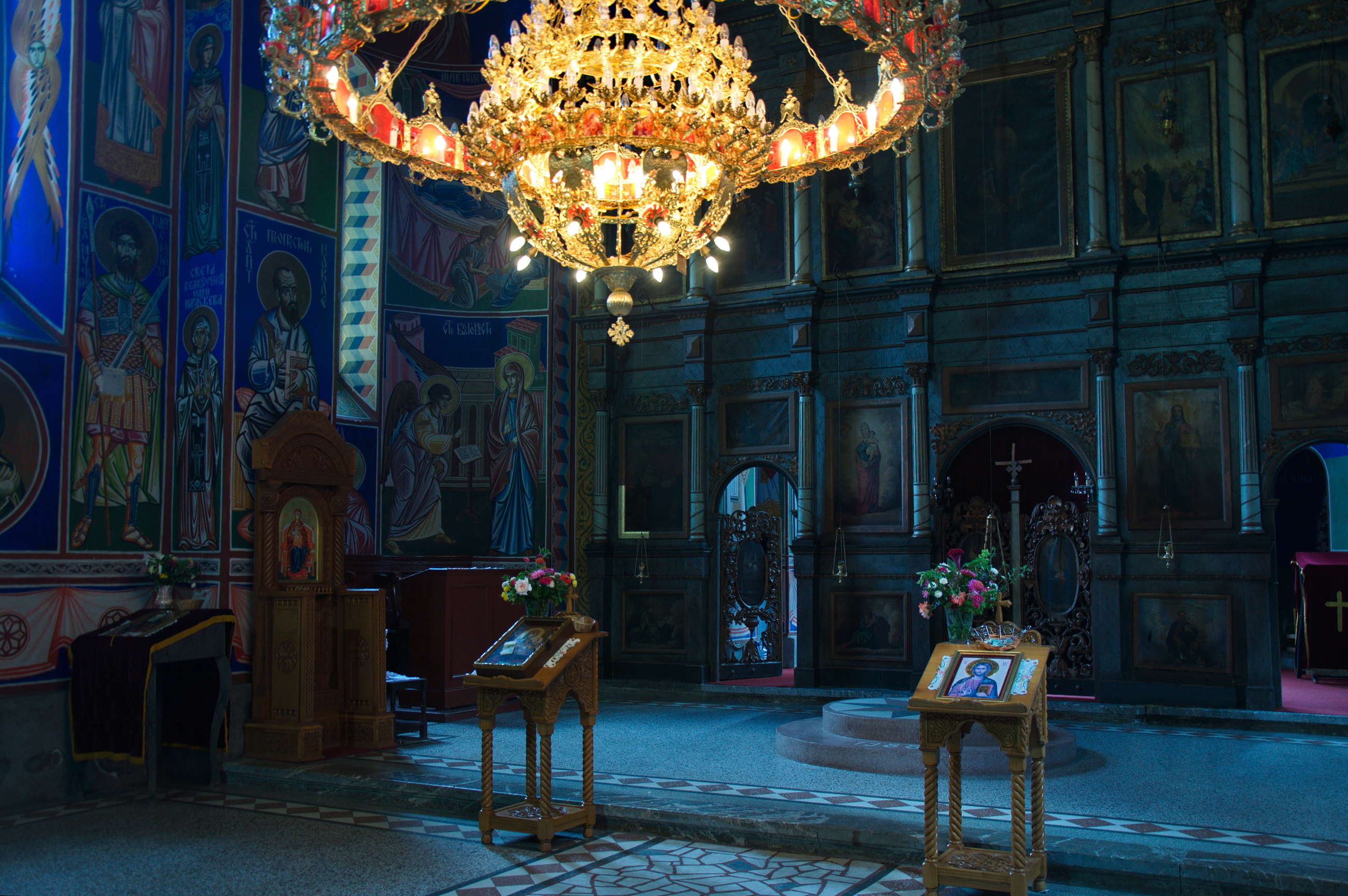
L'intérieur de l'église.